# Rouvroy (Paso de Calais)
 Rouvroy  es una población y comuna francesa, situada en la región de Norte-Paso de Calais, departamento de Paso de Calais, en el distrito de Lens y cantón de Rouvroy.

## Demografía
| 9653 | 9780 | 9262 | 9608 | 9208 | 9077 |
| Para los censos de 1962 a 1999 la población legal corresponde a la población sin duplicidades (Fuente: INSEE [Consultar]) |      |      |      |      |      |